# Ahmed Trabelsi
Ahmed Trabelsi (ur. 27 marca 1973) – tunezyjski piłkarz grający na pozycji obrońcy. W swojej karierze rozegrał 7 meczów w reprezentacji Tunezji.

## Kariera klubowa
W swojej karierze piłkarskiej Trabelsi grał w klubach Club Africain i CA Bizertin.

## Kariera reprezentacyjna
W reprezentacji Tunezji Trabelsi zadebiutował 2 stycznia 1995 w wygranym 2:0 towarzyskim meczu z Egiptem, rozegranym w Susie. W 1996 roku powołano go do kadry na Puchar Narodów Afryki 1996. Na tym turnieju rozegrał dwa mecze: grupowy z Wybrzeżem Kości Słoniowej (3:1) i ćwierćfinale z Gabonem (1:1, k. 4:1). Z Tunezją wywalczył wicemistrzostwo Afryki. Od 1995 do 1996 rozegrał w kadrze narodowej 7 meczów.